# Fleisch

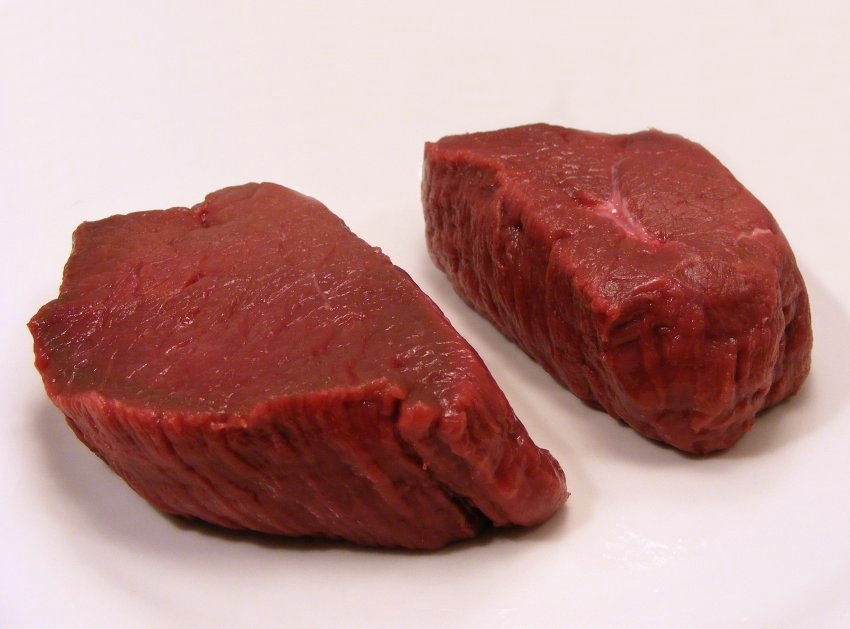
Zwei rohe Stücke Fleisch

Fleisch (von althochdeutsch fleisc) bezeichnet im Allgemeinen Weichteile von Mensch und Tieren. Im Besonderen steht der Begriff für Teile von Säugetieren, Vögeln und vereinzelt Reptilien, die zur Ernährung des Menschen genutzt werden. Dazu zählen neben Muskelgewebe mit Fett- und Bindegewebe sowie Knorpelgewebe auch Sehnen sowie bestimmte innere Organe. In der Heilkunde kann mit Fleisch auch Granulationsgewebe gemeint sein. Im Weiteren wird Fleisch auch zur Bezeichnung für die als Nahrungsmittel genutzten Weichteile wechselwarmer Tiere wie Fische, Krebse, Muscheln und Schnecken verwendet; verbreitet sind Wortzusammensetzungen wie Krebsfleisch oder Muschelfleisch.
Es wird unterschieden nach den Fleischsorten (Tierarten) und den Fleischarten, den verschiedenen Teilen einer Fleischsorte.

## Definitionen

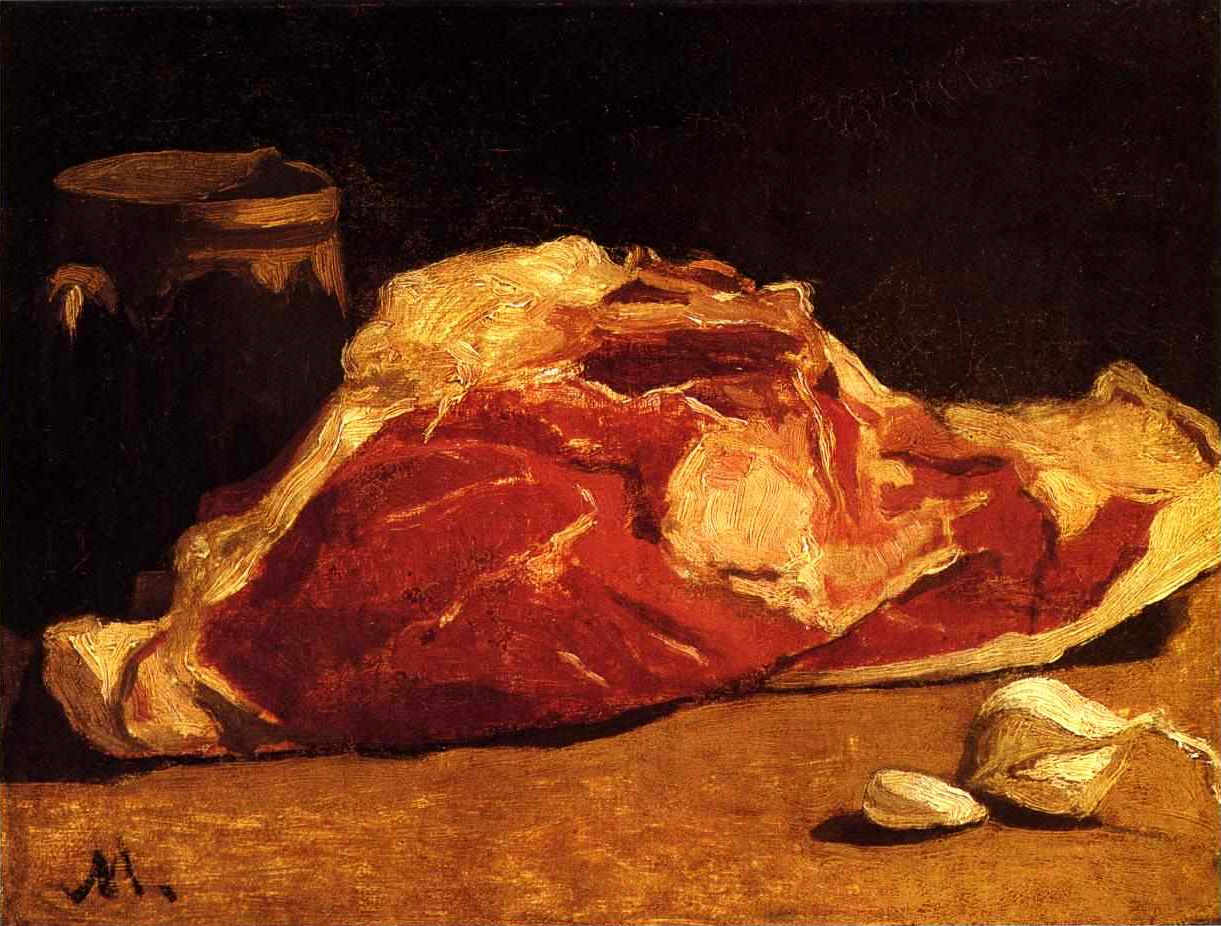
Ein Stillleben mit Fleisch, Nature morte von Claude Monet (1864).

Für den Warenverkehr in der Europäischen Union und der Schweiz ist der Fleischbegriff rechtlich definiert. Europarechtlich bezeichnet der Ausdruck Fleisch nach der Verordnung (EG) Nr. 853/2004 alle genießbaren Teile (einschließlich Blut) von Huftieren (Haustiere der Gattungen Rind, Schwein, Schaf und Ziege sowie als Haustiere gehaltene Einhufer), Geflügel, Hasentieren und frei lebendem Wild.
Nach den Leitsätzen für Fleisch und Fleischerzeugnisse im Deutschen Lebensmittelbuch und dem Österreichischen Lebensmittelbuch bezeichnet Fleisch im allgemeinen Sinne alle Teile von geschlachteten oder erlegten warmblütigen Tieren, die zum Genuss für Menschen bestimmt sind. Nach dieser Definition fallen z. B. auch Innereien und Schwarten darunter. Im Besonderen steht der Begriff für Muskelfleisch, also nur Skelettmuskulatur mit anhaftendem oder eingelagertem Fett, Bindegewebe sowie eingelagerten kleineren tierischen Bestandteilen. Im Begriff Fleisch in der Deklaration der Zutaten von Wurst oder anderen Fleischprodukten sind die Anteile von Fett und Bindegewebe prozentual beschränkt.
Das Österreichische Lebensmittelbuch versteht in veterinärrechtlichem Sinne auch die daraus hergestellten Produkte und schließt darüber hinaus Folgendes aus:

„Zum menschlichen Genuss nicht verwendbare Teile sind Hufe, Klauen, Hörner, Haare, Borsten, Federn, die nicht genießbaren Teile der Haut, Augen, Ohrausschnitte, Afterausschnitte, Scham, Scheide, Gebärmutter, Föten, das männliche Glied, laktierende Euter, der Nabelbeutel des Schweines, Tonsillen vom Rind und Schwein, der Dickdarm der Einhufer und Stichfleisch (siehe sonstiger Schlachtanfall A.1.1.2.4) und spezifiziertes Risikomaterial (SRM).“

## Etymologie
In den westgermanischen Sprachen bezeichnet mittelhochdeutsch vleisch, althochdeutsch fleisc menschliches und tierisches Fleisch allgemein, während altisländisch flesk[i], schwedisch fläsk nur Schweinefleisch/Speck bedeutet. Außergermanische Beziehungen des Wortes Fleisch sind nicht gesichert.

## Unterscheidung

### Fleischarten
Die jeweilige Bezeichnung der Fleischart kommt von der Tierart, der Herkunft, dem Geschlecht oder dem Alter des Tieres, z. B. Schaffleisch, Hammelfleisch, Lammfleisch, Kobe-Rind usw. Exotische Fleischarten sind beispielsweise die von Bison, Rentier, Känguru, Alligator, Elefant, oder Hund u. v. m. Je nach Rasse, Lebensbedingung, Geschlecht und Alter ist die Fleischzusammensetzung der gleichen Tierart unterschiedlich. So sind zum Beispiel beim Rind die Zusammensetzung und damit die Qualität der gleichen Fleischteile bei Färse, Bulle oder Kalb völlig unterschiedlich.
Die verschiedenen Fleischarten unterscheiden sich optisch (Fleischfarbe, Fettanteil und -verteilung), sensorisch (Geruch, Geschmack und Fleischaroma), in der Konsistenz und Textur des Fleisches. Weltweit stammt das Fleisch warmblütiger Tiere hauptsächlich von sechs Tierarten: Rind, Schwein, Schaf, Ziege, Huhn und Pute.

### Fleischsorten
Für die Unterscheidung nach Fleischsorten gibt es keine verbindliche Einteilung.
Die Kochkunst unterscheidet nach Schlachtfleisch, Wildfleisch und Geflügelfleisch sowie Fischfleisch, Krebsfleisch und Weichtierfleisch (Muschelfleisch, Austernfleisch, Schneckenfleisch, Tintenfischfleisch).
Ältere Literatur teilte die Fleischsorten nach Warmblütern, Fische sowie Krusten- und Weichtiere ein. Des Weiteren wird zwischen rotem und weißem Fleisch unterschieden. Der Farbunterschied ergibt sich vorwiegend aus einem unterschiedlichen Gehalt an Myoglobin. Dies ist für den Sauerstofftransport innerhalb des Muskels, vor allem zu den Muskelzellen (Myofibrillen), zuständig. Durch Hitze wird das Myoglobin zum so genannten Metmyoglobin denaturiert, wodurch gebratenes oder gekochtes Fleisch einen eher gräulichen bis graubraunen Farbton annimmt.
Die Fasern des Fleisches können längs, quer oder gekreuzt verlaufen, wobei der „gekreuzte Verlauf“ das Fleisch aufgrund der geringen Faserabstände am zartesten macht. Längsfasern hingegen machen das Fleisch zäh.

## Produktion, Schlachtung und Verarbeitung

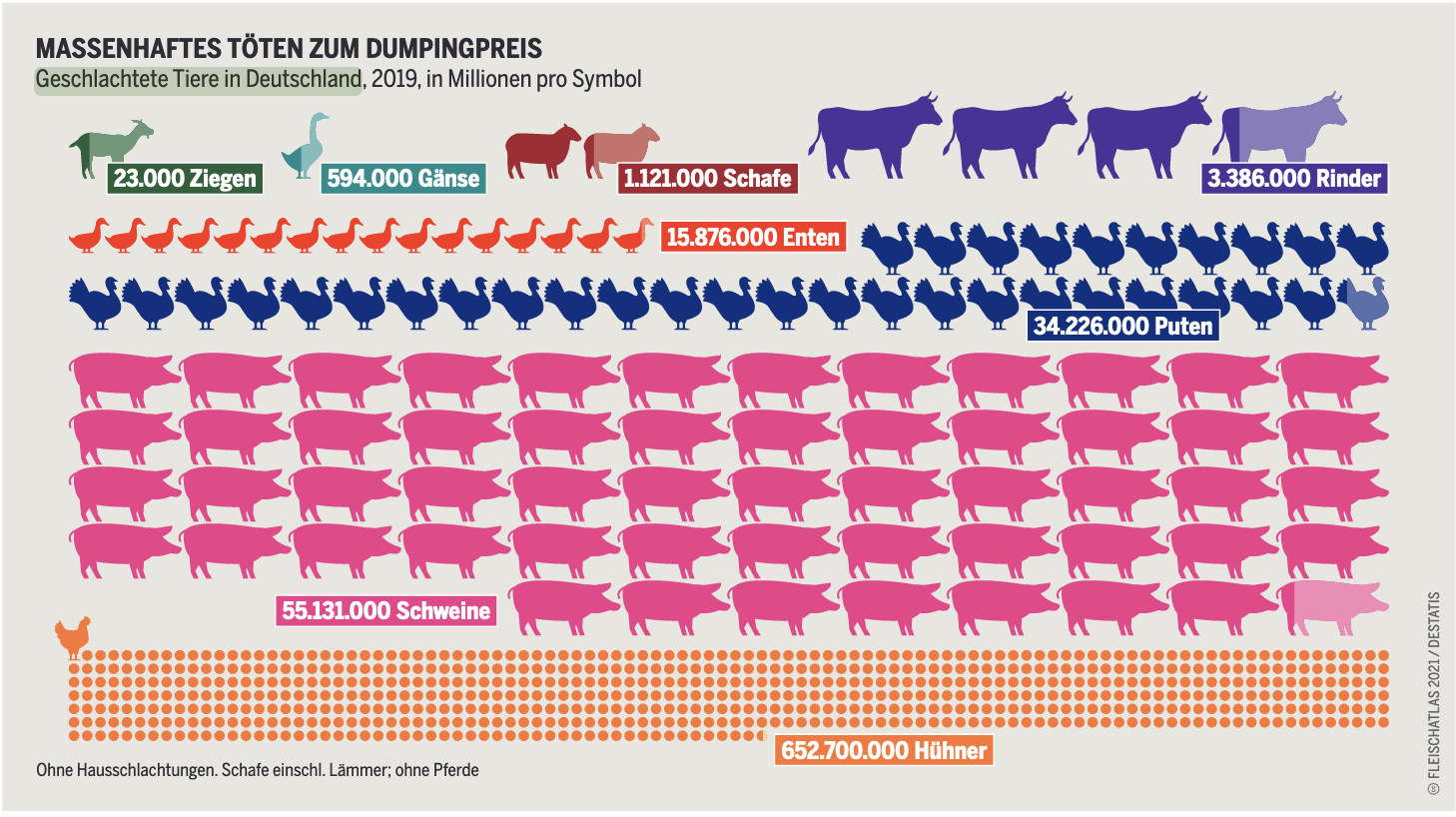
Geschlachtete Tiere in Deutschland, 2019, Fleischatlas 2021, S. 39

Zur Fleischproduktion wird Schlachtvieh erzeugt und gehalten. Durch die Tiermast soll bei den Tieren ein starker Fleischzuwachs in möglichst kurzer Zeit erreicht werden. Da Fläche einen Kostenfaktor darstellt, wird in der konventionellen Tierproduktion auf Intensivtierhaltung gesetzt, bei der die Tiere auf möglichst kleinem Raum mit hohem maschinellen Einsatz gehalten werden können. Die moderne industrialisierte Fleischproduktion findet in Großbetrieben statt, dabei wird die Tiermast platzsparend und mit großer Tieranzahl (Massentierhaltung) durchgeführt.
In Deutschland wird fast ausschließlich in staatlich kontrollierten Schlachthöfen geschlachtet, sodass das Schlachtvieh von der Maststätte dorthin transportiert werden muss. Man unterscheidet Warmschlachtung (das Fleisch des Tieres wird direkt nach dem Töten desselben verarbeitet, ohne es zuvor abkühlen zu lassen) und Kaltschlachtung.
Nach der Schlachtung setzt die Muskelstarre ein, der pH-Wert im Muskel sinkt ab und die Muskelfasern verhärten sich. Während der Starre ist das Fleisch zäh und trocken und eignet sich nicht zur Zubereitung. Der Beginn und die Dauer der Muskelstarre sind von der Umgebungstemperatur abhängig. In der Regel ist die Starre nach etwa 24 Stunden beendet, der pH-Wert steigt wieder an und das Fleisch wird zart und saftig. Um einen hohen Genußwert zu erreichen, sollte das Fleisch einige Tage abhängen. Durch die bei der Fleischreifung ablaufenden biochemischen, enzymatischen und mikrobiologischen Prozesse nimmt sowohl die Zartheit als auch das charakteristische Aroma im Fleisch weiter zu.
Als frisches Fleisch darf in der Schweiz nur Fleisch bezeichnet werden, welches zur Haltbarmachung ausschließlich gekühlt, gefroren oder schnellgefroren wurde, einschließlich vakuumverpackten und in kontrollierter Atmosphäre umhüllten Fleisches.
Unverarbeitetes Fleisch hält sich bei Zimmertemperatur nur sehr begrenzt, weswegen vor allem in stark arbeitsteiligen Wirtschaften wie den Industrienationen eine lückenlose Kühlkette erforderlich ist, um bakteriellen Verderb zu vermeiden. Eine Haltbarkeit von mehreren Wochen bis Monaten bei Zimmertemperatur können jedoch Konservierungsmethoden wie Einkochen, Pökeln, Räuchern, Trocknen oder Fermentieren (Ahle Wurscht, Salami) des Fleisches erzielen, oder eine Kombination hiervon. Auch ist eine längere Konservierung durch verschiedene Verpackungsmethoden möglich, zum Beispiel durch Vakuumverpackungen. Fleischvergiftungen treten vor allem durch Hygienemängel auf.

## Handel
Weltweit wurde 2018 grenzüberschreitend Fleisch im Gesamtwert von rund 108,5 Milliarden Euro gehandelt. Die USA war dabei vor Brasilien und Australien das international wichtigste Exportland gemessen am Ausfuhrwert.

## Konsum
| Rang | Land/Region                    | Pro-Kopf-Verbrauch (in kg/Jahr) |
| ---- | ------------------------------ | ------------------------------- |
| 1    | Hongkong                       | 127,81                          |
| 2    | USA                            | 120,61                          |
| 3    | Australien                     | 111,5                           |
| 4    | Argentinien                    | 109,5                           |
| 5    | Macau                          | 107,9                           |
| 6    | Spanien                        | 106,4                           |
| 7    | Israel                         | 102,0                           |
| 8    | Brasilien                      | 101,9                           |
| 9    | Mongolei                       | 101,7                           |
| 10   | St. Vincent und die Grenadinen | 98,3                            |
| …    |                                |                                 |
| 29   | Deutschland                    | 77,9                            |
| 31   | Österreich                     | 76,6                            |
| 51   | Schweiz                        | 65,2                            |

Das Nahrungsmittel Fleisch besitzt eine hohe Nährstoffdichte aufgrund seines Gehaltes an hochwertigen Proteinen (biologische Wertigkeit: 85–90 %), Mineralstoffen (unter anderem Selen, Zink, Mangan und Eisen in besonders gut resorbierbarer Form) und Vitaminen (vor allem: Thiamin, Riboflavin, Vitamin B6, B12, D, E). Reines Magerfleisch enthält 1–3 % Fett, Fleisch „wie gewachsen“ 1–25 % Fett. Das Fett der wichtigsten Fleischarten besteht zu 5–14 % aus mehrfach ungesättigten Fettsäuren. Der Cholesteringehalt von Muskelfleisch beträgt 45–70 mg pro 100 g, Innereien können bis zu 250 mg pro 100 g enthalten. Neben dem Muskeleiweiß enthält Fleisch auch geringe Anteile an Bindegewebssubstanzen (Kollagen, Elastin), Enzymen, energiereichen Verbindungen (zum Beispiel ATP) und Nukleinsäuren. Purine kommen im Muskelfleisch mit 150–160 mg pro 100 g, in den Innereien mit bis zu 380 mg pro 100 g vor. In Spuren enthält Fleisch auch Kohlenhydrate. Der Wassergehalt liegt durchschnittlich bei 75 %, wobei fettreiches Fleisch weniger Wasser enthält als fettarmes.
Der Mensch verbraucht Fleisch durch Verzehr, Herstellung von Tierfutter und industrielle Verwertung. Hierbei kommt es auch zu Verlusten, die die Höhe des Fleischverbrauches mitbestimmen. Der durchschnittliche weltweite Pro-Kopf-Verbrauch betrug im Jahr 2009 47,7 kg.

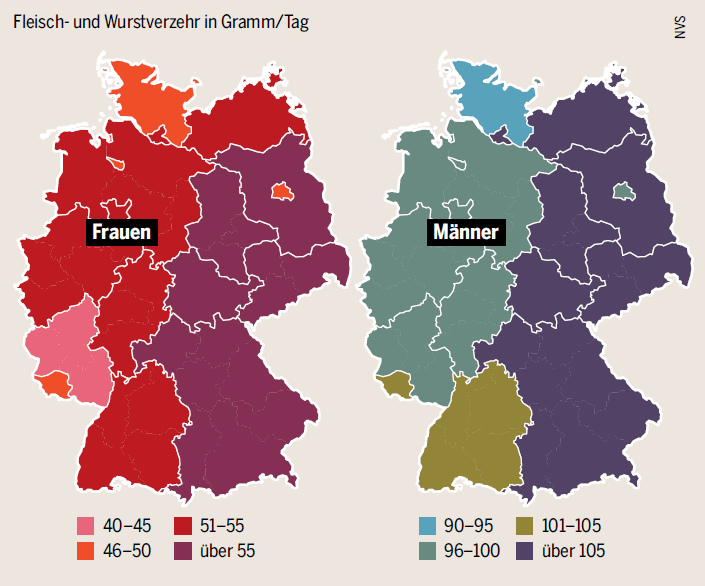
Fleischkonsum in Deutschland visualisiert nach Bundesland und Geschlecht der Konsumenten (Quelle: Fleischatlas/NVZ)

Vor der Neolithischen Revolution standen bei der Ernährung des Menschen tierische Nahrungsmittel wie Fleisch und Fisch im Vordergrund. Das Aufkommen der Landwirtschaft ermöglichte dem Menschen besseren Zugang zu Nahrungsmitteln pflanzlicher Herkunft. Die sesshafte Lebensweise sowie der Anstieg der Bevölkerungszahl begrenzte jedoch den Fleischkonsum auf gelegentlichen Verzehr von Haustieren und nur noch kleinen Mengen an Wildtieren. Erst die Ausrottung der Raubtiere aus den Siedlungsgebieten des Menschen zu Beginn des 20. Jahrhunderts ermöglichte wieder einen zunehmenden Konsum von Fleisch von Wild- und Haustieren.
Der Fleischkonsum ist in den verschiedenen Staaten der Erde unterschiedlich ausgeprägt. Dies ist unter anderem kulturell und religiös bedingt. Der Fleischkonsum steigt mit dem Bruttonationaleinkommen. Nach einer Hochrechnung der Welternährungsorganisation FAO lag der Pro-Kopf-Verbrauch 2013 weltweit im Mittel bei 42,5 Kilogramm pro Jahr. Eine Abkehr vom Fleischkonsum stellen Bewegungen wie der Vegetarismus oder Veganismus dar. Auf einen bewussten Umgang mit Fleisch zielt der Flexitarismus.

## Weiterführende Themen
- Liste der Inhaltsstoffe von Fleisch – Nährwerte verschiedener Fleischsorten
- Fleischgericht und Kategorie:Fleischgericht – Traditionelle Zubereitungen
- Schlachthof, Fleischerei, Freibank – Fleischproduktion und Handel
- In-vitro-Fleisch, Fleischersatz – Alternativen